# Banda Euterpe
A Societá Phil Euterpe Meiapontense também conhecida como Banda de Música Euterpe ou simplesmente Banda Euterpe foi uma conjunto musical brasileiro que existiu na cidade de Pirenópolis, Goiás. Suas atividades começaram em  1868, fundada através do Pe. Francisco Inácio da Luz que posteriormente passou a regência a seu irmão, Antônio da Costa Nascimento, bem como a Orquestra Nascimento, que a acompanhava nas celebrações sacra.
Com sua extinção, todo seu acervo foi adquirido pela Banda Phoenix e seu Coro e Orquestra Nossa Senhora do Rosário rivais e que continuam ainda a existir, sendo criado com esta junção, o mais importante e antigo arquivo musical de Goiás, que contém obras que vão do século XIX até a atualidade. Este conjunto de partituras evidencia através dos diversos gêneros musicais os gostos populares de cada período e enaltece a importância e harmonia da preservação do passado no presente. Durante a pandemia do COVID-19 em 2020 e 2021,  as tradições locais foram preservadas graças à presença destes conjuntos musicais, que com número reduzido e utilizando os meios de prevenção a COVID, manteve as celebrações e costumes, transmitidas pelas mídias sociais da Paróquia Nossa Senhora do Rosário.

## Histórico

### Contexto musical em Meia Ponte

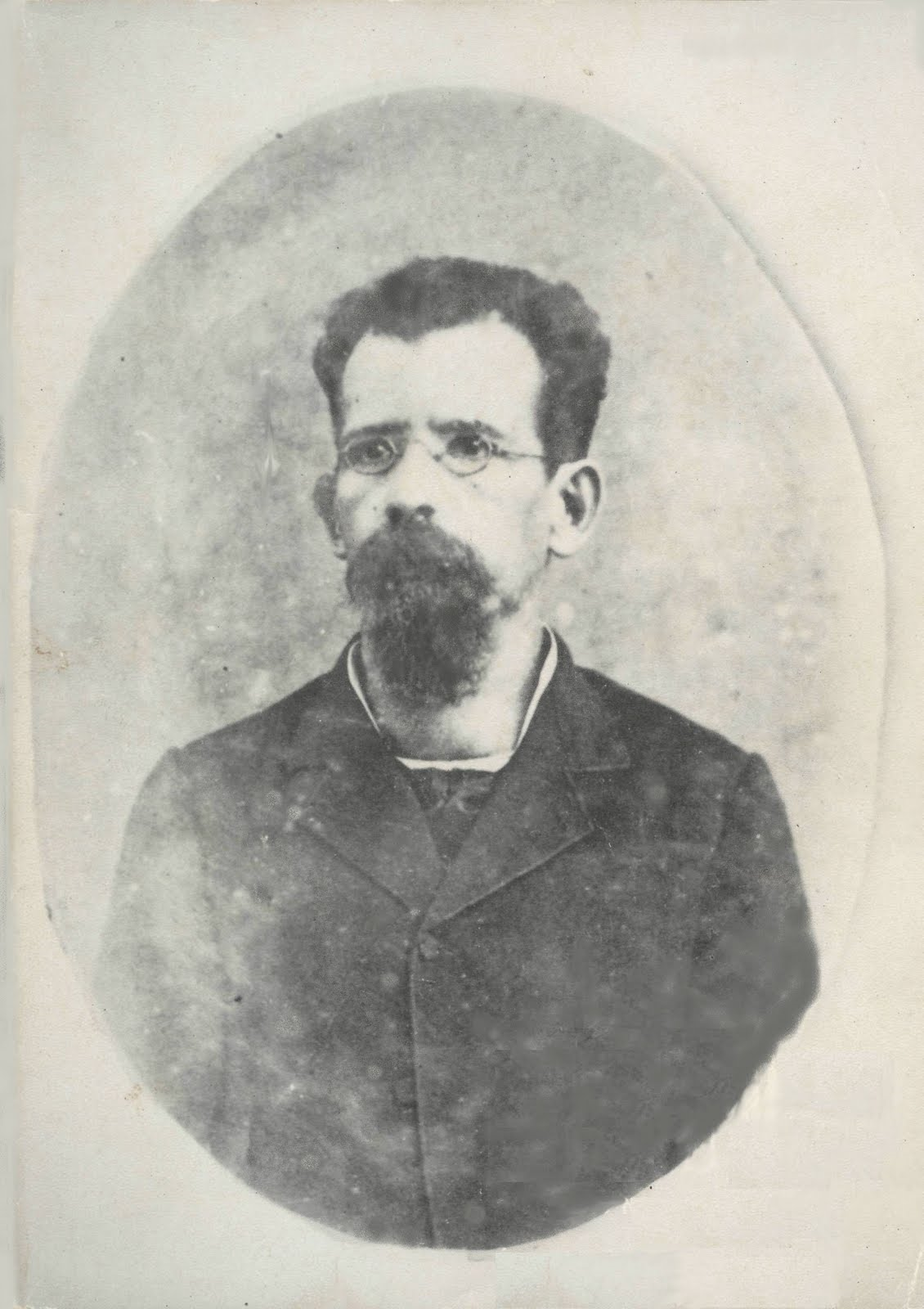
Antônio da Costa Nascimento, o Tonico do Padre

A chegada do homem branco através da exploração do ouro na Capitania de Goiás em meados do século XVIII, trouxe juntamente com estes bandeirantes a tradição musical familiar, herdado de geração em geração via herança cultural, que proporcionou a produção musical nos primeiros núcleos de povoamento do Goiás. Neste tempo, a produção artística e cultural em Meia Ponte atual Pirenópolis, bem como nos demais lugarejos do período colonial, foram realizadas em virtudes das celebrações de religiosidade por meio de irmandades, com destaque a Irmandade do Santíssimo, que desempenhou um grande e fundamental papel ao construir os grandes templos no qual se desenvolveria ao seu redor os arraiais, bem como na evangelização.
Quanto a formação dos primeiros músicos pirenopolinos, figurou-se entre o século XVIII ao XX diversos personagens como: Pe. José Joaquim Pereira da Veiga (1772-1840), José Inácio de Nascimento (de 1787-1850), Pe. Francisco Inácio da Luz (1821-1879), Pe Manuel Amâncio da Luz (1878), Comendador Joaquim Alves de Oliveira (1770-1851), Antônio da Costa Nascimento “Tonico do Padre” (1837-1903), Silvino Odorico de Siqueira (1856-1935), Antônio de Sá de pseudônimo Gaspar Hauser (1879-1905), Joaquim Propício de Pina (1867-1943), Vasco da Gama de Siqueira (1883-1971).
Já no ensino musical do século XVIII, por volta de 1740, junto aos primeiros portugueses que abitaram o antigo Arraial de Meia Ponte estava Custódio Pereira da Veiga, musicista que viveu até 1778, pai do Pe. José Joaquim Pereira da Veiga que juntamente ao trabalho da família Rodrigues Nascimento, contribuiu de forma significativa para a formação e desenvolvimento da música no arraial, época em que a Irmandade do Santíssimo construiu o coro da Igreja Matriz de Pirenópolis, proporcionando um local para as orquestras sacras.
Enquanto tais orquestras se dedicou ao suporte litúrgico das celebrações, as bandas de músicas se popularizava com a chegada da família imperial no Brasil, onde a maioria destas corporações corporações de música, se empregava com festejos populares e não religiosos. Através do Comendador Joaquim Alves de Oliveira e do Pe. Diogo Antônio Feijó, apareceu em Pirenópolis a primeira banda de música, a Banda da Guarda Nacional, já em em 1830 atuando até 1851, e posteriormente, outras corporações musicais vieram a existiram em Meia Ponte, como a Banda Euterpe em 1868 através do Pe. Francisco Inácio da Luz e Antônio da Costa Nascimento, a Banda do Pe. Simeão ou Banda da Babilônia em 1873 e na qual era maestro José Gomes Gerais além da Banda Phoenix em 23 de julho de 1893, a única ainda existente.